# 安那克勒圖二世
安那克勒圖二世或克雷二世，本名Pietro Pierleoni，是1130年至1138年天主教教会与依诺增爵二世相对的对立教宗，何诺二世死后经1130年教宗选举上台。1139年第二次拉特朗公会议结束了分裂但意见仍有分歧。

## 生平
教宗何諾二世去世後，紅衣主教團在他的繼任者問題上出現分歧。不同尋常的是，選舉被委託給八位紅衣主教，他們選出額我略·帕帕雷斯基，即諾森二世。隨後，更多的樞機主教選舉皮爾萊奧尼，即克雷二世。這導致羅馬天主教會的重大分裂。安那克勒圖二世得到大多數羅馬人的支持，包括弗蘭吉帕尼家族，諾森二世被迫逃往法國。在阿爾卑斯山以北，諾森二世獲得主要宗教團體的重要支持，特別是伯爾納鐸的熙篤會隱修士、本篤會克呂尼修道院院長可敬者彼得。還有創立普雷蒙特利會的馬德堡大主教聖諾伯特，並在德意志的神聖羅馬皇帝洛泰爾三世的宮廷中擁有很高的地位。
由於缺乏這些關鍵人物的支持，安那克勒圖在羅馬以外幾乎沒有贊助者。安那克勒圖二世在幾乎沒有支持的情況下活了幾年，直到危機尚未解決後才去世。1139 年，第二次拉特朗公會議結束分裂，儘管意見仍然存在分歧。